# NGC 3720
NGC 3720 este o galaxie spirală situată în constelația Leul. A fost descoperită în 15 martie 1866 de către Heinrich Louis d'Arrest. Se află la o distanță de 89,8 de megaparseci de Pământ.